# Sidi Rached
Sidi Rached (em árabe: سيدي راشد), anteriormente Montebello durante a colonização francesa, é uma comuna localizada na província de Tipasa, Argélia. Sua população estimada em 2008 era de 11 062 habitantes.